# Jesús Vides
Jesús Miguel Vides Cano (La Jagua de Ibirico, Cesar, 24 de diciembre de 1962) es un autor, compositor, productor musical y cantante colombiano; hijo del dirigente político y cantante Modesto "Mole" Vides y Carmen Emilia Cano. Es reconocido por escribir canciones para exitosos artistas como Galy Galiano, Jhonny Rivera, José Mogollón, Los despechados, Andrés Soler, Toba Zuleta, Charlie Gómez, Pedro Neira, Marisela González y más. Ha sido productor musical del dos veces ganador del Grammy Latino: Emiliano Zuleta Díaz. Su canción Voy a jugármela contigo fue escogida para abrir el primer episodio de la serie Sin senos sí hay paraíso de Caracol Televisión, Telemundo y es emitida actualmente en Netflix. Por otro lado, su canción Escríbeme desde el cielo es el lanzamiento del disco de Galy Galiano, titulado Más ranchero.
Fue declarado Ciudadano Ejemplar del Departamento del Cesar por la Gobernación en el 2008 e Hijo Ilustre del Municipio de la Jagua de Ibirico en 2009 por el Concejo Municipal.
Miembro activo de la Sociedad de Autores y Compositores de Colombia Sayco y de la Asociación Colombiana de Intérpretes y Productores Acinpro, las cuales hacen parte de la Organización Sayco Acinpro.

## Discografía

### Desde adentro
En 1991, grabó su primer disco en el género balada-norteño, llamado Desde adentro con el sello Rodven Records. 
| Número | Canciones              | Compositor          |
| ------ | ---------------------- | ------------------- |
| 1      | Por jugar conmigo      | Jesús Vides         |
| 2      | Porque llorabas        | Jesús Vides         |
| 3      | Cada día               | Jesús Vides         |
| 4      | Falsos amores          | Jesús Vides         |
| 5      | Triste Final           | Jesús Vides         |
| 6      | Como si nada           | Alberto Oyaga       |
| 7      | Este vicio de quererte | Jesús Vides         |
| 8      | Tus amores             | Rubén Darío Salcedo |

### Jesús Vides
Con el sello FM Discos y Cintas, grabó su disco de baladas llamado Jesús Vides, en 1993.
| Número | Canciones                | Compositor    |
| ------ | ------------------------ | ------------- |
| 1      | Ten cuidado mujer        | Jesús Vides   |
| 2      | Cosas bonitas            | Jesús Vides   |
| 3      | No sé qué tiene tu mirar | Galy Galiano  |
| 4      | No viviré detrás de ti   | Jesús Vides   |
| 5      | Arrepentido              | Jesús Vides   |
| 6      | Imposible                | Alberto Oyaga |
| 7      | Mi razón de ser          | Jesús Vides   |
| 8      | Me atreveré              | Jesús Vides   |

### Linda
En 1996, lanzó Linda con el sello Fonocaribe y RR Producciones.
| Número | Canciones                    | Compositor          |
| ------ | ---------------------------- | ------------------- |
| 1      | Linda                        | Jesús Vides         |
| 2      | Enamorado                    | Jesús Vides         |
| 3      | Voy a ganarme tu amor        | Jesús Vides         |
| 4      | Me dolió quererte            | Luis Lambis         |
| 5      | Que porque sí, que porque no | Jesús Vides         |
| 6      | Canción desesperada          | Alberto Oyaga       |
| 7      | Ojos verdes                  | Rubén Darío Salcedo |
| 8      | Ay amor                      | Jesús Vides         |
| 9      | Deseos                       | Galy Galiano        |
| 10     | Para qué olvidarte           | Ricardo Acosta      |

### Dos sentimientos
En el 2000, creó su disco Dos sentimientos, en el género vallenato, al lado del acordeonero Never Bolaños, para la disquera Warner Music y C.V. Music.
| Número | Canciones                | Compositor                |
| ------ | ------------------------ | ------------------------- |
| 1      | Escríbeme desde el cielo | Jesús Vides               |
| 2      | Dos sentimientos         | Romualdo Britto           |
| 3      | Disfrútame               | José A. "Chiche" Maestre  |
| 4      | La pendejadita           | Alberto Oyaga             |
| 5      | Amor eterno              | Juan Manuel Pérez         |
| 6      | Mensajera de ilusiones   | Reinaldo "El chuto" Díaz  |
| 7      | El desplazado            | Ángel "Peloquieto" Vides  |
| 8      | La suegra                | William Rosado            |
| 9      | Bésame                   | Orlando "El nene" Galiano |
| 10     | Triste realidad          | Marciano Martínez         |
| 11     | Otros caminos            | Jesús Vides               |

### El sabor del amor
En el 2019, produce, bajo su propio sello discográfico, su álbum de boleros y música popular, llamado El sabor del amor. Este álbum trae varios temas acústicos, entre ellos, Para consentirte, acompañado en el piano por el maestro Jorge Zapata. También aparece como bonus track la canción Lorena, mi nena, en género vallenato con la colaboración del acordeonero Majapo Mejía.
| Número          | Canciones                                      | Compositor     |
| --------------- | ---------------------------------------------- | -------------- |
| 1               | El sabor del amor                              | Jesús Vides    |
| 2               | Que lo partan                                  | Jesús Vides    |
| 3               | El amor es un cultivo                          | Alberto Oyaga  |
| 4               | Mi novia                                       | Jesús Vides    |
| 5               | La trampa                                      | Galy Galiano   |
| 6               | El confiado                                    | Jesús Vides    |
| 7               | La tula marrón                                 | José A. Crespo |
| 8               | Hacerte suspirar                               | Jesús Vides    |
| 9               | Por arriba o por abajo                         | Jesús Vides    |
| 10              | Nos amamos y peleamos (acústico)               | Jesús Vides    |
| 11              | Caprichito (acústico)                          | Jesús Vides    |
| 12              | Para consentirte Feat. Jorge Zapata (acústico) | Jesús Vides    |
| 13. Bonus track | Lorena, mi nena Feat. Majapo Mejía             | Jesús Vides    |

### Sencillo "El calmante"
En el 2020, lanzó el sencillo El calmante, acompañado por uno de los artistas más grandes de la música vallenata: Emiliano Zuleta Díaz. 

## Reconocimientos y premios
| Año  | Reconocimiento                              | Entidad / Institución                       |
| ---- | ------------------------------------------- | ------------------------------------------- |
| 1993 | Disco de platino                            | Editora Fondo Musical de Fm Discos y Cintas |
| 2008 | Ciudadano ejemplar                          | Departamento del Cesar                      |
| 2009 | Hijo ilustre                                | La Jagua de Ibirico                         |
| 2011 | Maestro de la música                        | Universidad Santo Tomás                     |
| 2013 | Mejor autor y compositor, productor musical | D'repente Films                             |
| 2016 | Medalla al mérito Juan Ramón de Ibirico     | Alcaldía Municipal de la Jagua de Ibirico   |
| 2019 | Mejor compositor del año                    | Sayco / Diciembres artísticos de amistad    |